# A2 Racer
A2 Racer es un videojuego de carreras de 1997 desarrollado y publicado por Davilex Games. En este juego, el objetivo era conducir lo más rápido posible en la A2 desde Maastricht a Ámsterdam.
El juego tuvo una secuela, A2 Racer II, Davilex también desarrolló algunos otros juegos de carreras con el mismo concepto, como Grachten Racer y Vakantie Racer.

## Jugabilidad
Un juego en el que puedes correr por la autopista más famosa de los Países Bajos: la A2. En A2 Racer, te unes a una banda de corredores callejeros ilegales cuyo único objetivo es llegar de A a B lo más rápido posible. Debes abrirte camino a través del tráfico regular en la A2, agarrando potenciadores como combustible, dinero y tiempo y asegurándote de que la policía no pueda atraparte. Asegúrese de ser el número uno en este juego, ya que el resto se considera perdedor.

## Historia y desarrollo
Después de desarrollar la serie infantil RedCat, Davilex decidió hacer un juego en una dirección diferente. Dado que su fórmula era un software holandés, se decidió dejar que el juego se desarrollara en los Países Bajos. Al final, se eligió un juego de carreras. El punto de partida fue la A2, donde los atascos eran frecuentes en ese momento. El concepto era correr con el A2 y ponerse al día.
El juego fue lanzado en Alemania como Autobahn Raser, en Francia como Paris-Marseille Racing y en el Reino Unido como London Racer. Davilex solicitó la ayuda de desarrolladores de juegos locales aquí para desarrollar el contenido.